# Trest zákazu činnosti
Trest zákazu činnosti je zakotven v ustanovení § 73 trestního zákoníku a pod § 74 je vedena úprava výkonu trestu zákazu činnosti. Tento typ zákazu činnosti se staví na alternativní pozici proti nepodmíněnému trestu odnětí svobody. Zmíněný trest má zabránit pachateli v následném konání trestných činů. Pachateli následně znemožňuje vykonávat určité zaměstnání, povolání, funkce nebo činnosti, k němuž je potřeba speciálního oprávnění nebo povolení. Nejčastěji tak bývá u motorových vozidel, jež je typickým udělením trestu zákazu činnosti, kvůli páchání trestných činů v dopravě. Brání také veřejnosti v mylné důvěře k určitému druhu povolání, jako jsou zaměstnanci bank, lékaři a úřední osoby. Trestem zákazu činnosti, se tedy zamezuje pachateli vykonávat činnosti, ke kterým je potřebná určitá morální a odborná způsobilost. Trestným činem pachatel vyvolává pochybnosti o způsobilosti své vykonávané aktivity. Uložením trestu může vést k ukončení kariéry, změně zaměstnání apod.
Zákaz činnosti lze v České republice stanovit také podle § 66 zákona č. 114/1992 Sb., o ochraně přírody a krajiny, ve vztahu k činnosti, která by mohla způsobit nedovolenou změnu obecně nebo zvláště chráněných částí přírody. V tomto případě však nejde o trest. 

## V českém trestním právu
Trest zákazu činnosti upravuje v českém trestním právu především § 73 trestního zákoníku:

(1) Soud může uložit trest zákazu činnosti na jeden rok až deset let, dopustil-li se pachatel trestného činu v souvislosti s touto činností.
(2) Trest zákazu činnosti jako trest samostatný může soud uložit pouze v případě, že trestní zákon uložení tohoto trestu za spáchaný trestný čin dovoluje a jestliže vzhledem k povaze a závažnosti spáchaného trestného činu a osobě a poměrům pachatele uložení jiného trestu není třeba.

(3) Trest zákazu činnosti spočívá v tom, že se odsouzenému po dobu výkonu tohoto trestu zakazuje výkon určitého zaměstnání, povolání nebo funkce nebo takové činnosti, ke které je třeba zvláštního povolení, nebo jejíž výkon upravuje jiný právní předpis.

### Uložení trestu zákazu činnosti

#### Výměra trestu zákazu činnosti
Výměra trestu zákazu činnosti činí rozpětí mezi jedním rokem a deseti lety. Tento trest může být uložen i jako samostatný, kdy trestní zákoník z pohledu spáchaného trestného činu tuto možnost dovoluje. Hodnotí se povaha vážnosti spáchaného trestného činu, osoba a poměry pachatele. Pokud se uloží pachateli trest odnětí svobody, doba jeho výkonu se do doby výkonu trestu zákazu činnosti nezapočítává. Pokud se však oprávnění k činnosti, které se zákaz týká, odepře jinými právními předpisy nebo opatřením správního orgánu, tuto dobu je nutno do doby trestu zákazu činnosti započíst. Většinou se přímo týká zákazu řízení motorových vozidel, kdy pachateli předcházelo odnětí řidičského průkazu podle správních předpisů.
Dolní hranice, která platí pro odpovědné právnické osoby, je stanovena na jeden rok a horní je dána dvaceti lety. U mladistvých je dolní hranice stejná, jako u dospělých pachatelů, horní hranice je však určena na pět let zákazu činnosti. Při zákazu činnosti mladistvého se uplatňuje další omezení, a to pokud by činil zákaz překážku v přípravě na budoucí povolání. Konkrétní výměra zákazu činnosti se řídí obecnými hledisky, které jsou zakotveny v § 39 trestního zákoníku. Soud dále zvažuje důsledky, které ovlivňují budoucí život pachatele, povolání pachatele a osob na něm závislých.

#### Podmínka souvislosti trestného činu se zakázanou činností
Důležitou podmínkou při uložení trestu o zákazu činnosti je to, že trestný čin byl přímo „spáchán v souvislosti s touto činností“. Souvislost, která vymezuje obsah tohoto zákazu, se stává předmětem trestu zákazu činnosti. Toto také platí při uložení trestu odpovědné právnické osobě. Souvislostí se klade podmínka, jež musí být užší, přímá a bezprostřední. Musí nastat při výkonu dané aktivity, která podléhá trestu zákazu činnosti.

#### Okruhy zakázaných činností
Trestem zákazu činnosti se dle § 73 odst. 3 trestního zákoníku postihuje výkon pět okruhů činností:
- výkon zaměstnání,
- výkon povolání,
- výkon funkce,
- výkon činnosti, ke které je třeba zvláštního povolení a
- výkon činnosti upravené zvláštním předpisem.

### Výkon trestu zákazu činnosti
Výkon trestu zákazu činnosti je obsažen v ustanovení § 74 odst. 1 a 2 trestního zákoníku. Právní mocí rozsudku, kterým byl udělen trest zákazu činnosti, začíná jeho výkon a končí uplynutím doby, na kterou byl stanoven, pokud nedošlo k podmíněnému upuštění od výkonu zbytku tohoto trestu dle § 90 odst. 1 a § 91 odst. 1 a 3 trestního zákoníku.

## V českém správním právu
Zákaz činnosti rovněž představuje správní trest, který je možné uložit za spáchání přestupku. § 47 zákona o odpovědnosti za přestupky a řízení o nich stanoví:

(1) Zakázat lze činnost, ke které je třeba veřejnoprávního oprávnění nebo kterou pachatel vykonává v pracovním nebo jiném obdobném poměru, došlo-li k přestupku při výkonu této činnosti nebo v přímé souvislosti s ní.
(2) Zákaz činnosti lze uložit jen tehdy, je-li to stanoveno zákonem, a nejvýše na dobu tam stanovenou. Není-li doba zákazu činnosti stanovena, lze zákaz činnosti uložit nejdéle na 3 roky.
(3) Do doby zákazu činnosti se započítává doba, po kterou pachatel na základě úředního opatření učiněného v souvislosti s projednávaným přestupkem již nesměl tuto činnost vykonávat.
(4) Po uplynutí poloviny doby, na niž byl uložen zákaz činnosti, může správní orgán, který zákaz činnosti uložil, od výkonu zbytku tohoto správního trestu upustit, jestliže pachatel prokáže způsobem svého života nebo provedením účinných opatření, že jeho další výkon není potřebný.
(5) Byla-li spolu se zákazem činnosti uložena též pokuta, která nebyla dosud uhrazena, popřípadě byla uhrazena pouze zčásti, nelze od výkonu zbytku zákazu činnosti upustit, dokud pachatel neprokáže, že pokutu nebo její zbylou část uhradil, anebo dokud nebylo rozhodnuto o rozložení úhrady pokuty na splátky nebo o odložení splatnosti pokuty.
 
(6) Zakázat nelze takovou činnost, jejíž výkon zákon ukládá.